# SN 2003am
SN 2003am – supernowa typu II odkryta 9 lutego 2003 roku w galaktyce E576-G40. W momencie odkrycia miała maksymalną jasność 17,80m.